# کوورایش
کوورایش (به آلمانی: Köwerich) یک شهر در آلمان است که در تریر-زاربورگ واقع شده‌است. کوورایش ۳۳۷ نفر جمعیت دارد.